# Erebia tarcenta
Erebia tarcenta är en fjärilsart som beskrevs av Hans Fruhstorfer 1918. Erebia tarcenta ingår i släktet Erebia och familjen praktfjärilar. Inga underarter finns listade i Catalogue of Life.